# Noé Acosta Rivera
Noé Acosta Rivera (n. 10 decembrie 1983) este un jucător de fotbal spaniol care evoluează la clubul Olympiakos Volos. A jucat în România la Universitatea Cluj.

## Cariera
Noé Acosta a terminat junioratul la echipa madrilenă Real Madrid. Prima lui echipă la nivel de seniori a fost un club din liga a V-a, Club Deportivo Colonia Moscardó. Apoi a progresat spre liga a IV-a la a treia echipă a lui Atletico Madrid. Apogeul carierei pentru Acosta a însemnat evoluții pentru Real Murcia B și Deportivo Alvala, în liga a III-a spaniolă. Între 2007 și 2009 a revenit în liga a IV-a, evoluând pentru Almeria B și FC Motril.
Începând cu luna ianuarie a anului 2010 Noé Acosta a fost transferat de divizionara secundă din România, U Cluj devenind astfel primul spaniol din istoria acestei echipe.